# مباريات الجوع: أغنية الطيور المغردة والثعابين
مباريات الجوع: أغنية الطيور المغردة والثعابين (بالإنجليزية: The Hunger Games: The Ballad of Songbirds and Snakes) هو فيلم أكشن أمريكي ديستوبي صدر عام 2023، من إخراج فرانسيس لورانس وكتابة مايكل ليسلي ومايكل أرندت، وهو مقتبس من رواية سوزان كولينز الصادرة عام 2020 بعنوان أغنية الطيور المغردة والثعابين. يُعد الفيلم مقدمة لفيلم ألعاب الجوع (2012) والجزء الخامس من سلسلة ألعاب الجوع. الفيلم من بطولة توم بليث، رايتشل زيغلر، هنتر شافر، جيسون شوارتزمان، بيتر دينكلاج، جوش أندريس ريفيرا، وفيولا ديفيس. في الفيلم، يُطلب من كوريولانوس سنو (بليث) أن يكون مرشدًا لـ لوسي جراي بيرد (زيغلر)، في سعيه لاستعادة رخاء عائلته في بانيم.
أكد جون فيلثيمر، الرئيس التنفيذي لشركة ليونزجيت فيلمز، أنه ستنتج أفلام مستقبلية لسلسلة أفلام الجوع إذا كتبت كولينز أجزاء أخرى. في عام 2019، أعلن الاستوديو عن خططه لفيلم "الطيور المغردة والثعابين"، وبدأ التطوير الرسمي للفيلم بعد عام، مع عودة لورانس كمخرج، وليزلي وأردت ككاتبتي سيناريو. اُختير بليث وزيجلر في مايو 2022، وبدأ التصوير الرئيسي في يوليو واستمر حتى نوفمبر من ذلك العام، شملت مواقع التصوير فروتسواف وبرلين ولايبزيغ.
عُرض فيلم "ألعاب الجوع: أغنية الطيور المغردة والثعابين" لأول مرة في برلين في 5 نوفمبر 2023، وطُرح في دور العرض بالولايات المتحدة في 17 نوفمبر. تلقى الفيلم آراءً متباينة من النقاد، بين إشادة بطاقم التمثيل وقصته، وانتقادات لأسلوب تنفيذه. حقق الفيلم إيرادات بلغت 349 مليون دولار عالميًا مقابل ميزانية إنتاج بلغت 100 مليون دولار، مما جعل سلسلة "ألعاب الجوع" في المركز العشرين بين أعلى سلاسل الأفلام ربحًا على الإطلاق، حيث بلغت إيراداتها 3.3 مليار دولار عالميًا.
من المقرر إصدار تكملة مبنية على رواية "شروق الشمس في الحصاد" في 20 نوفمبر 2026.

## القصة
في بانيم التي مزقتها الحرب، كان كوريولانوس سنو واحدًا من أربعة وعشرين طالبًا من الأكاديمية اختيروا للإشراف على حفل تكريمٍ سنويٍّ عاشرٍ لألعاب الجوع. يأمل كوريولانوس في الفوز بمنحة جائزة بلينث لاستعادة رخاء عائلته الذي فقده بعد وفاة والده.
عُيّن كوريولانوس لـ لوسي غراي بيرد، إحدى فتيات المقاطعة 12. خلال حفل الحصاد، أشعلت حماس جمهور الكابيتول بدس ثعبانٍ في ثوب مايفير، ابنة العمدة ليب، ثم غنت للجمهور بتحدٍّ. كسب كوريولانوس ثقة لوسي غراي أثناء مرافقته لها إلى حديقة حيوانات الكابيتول، حيث يُحتجز المختارون في أقفاصٍ علنية. وبينما كان بعض المرشدين يزورون المختارين في حديقة الحيوانات، قُتلت زميلتهم المرشدة أراكني كرين على يد مختارتها، براندي، التي قُتلت على الفور برصاص قوات حفظ السلام.
أثناء تجوالهما في ساحة اللعبة، انفجرت قنابل المتمردين، مما أسفر عن مقتل العديد من المختارين والمرشدين، وإصابة فيليكس، ابن الرئيس، بجروح قاتلة. بعد أن أنقذت لوسي غراي كوريولانوس من الحطام المتساقط، أعطاها سم الفئران كسلاح، وقال إن القصف فتح أنفاقًا في الساحة، مما وفر أماكن اختباء إضافية خلال الألعاب.
تبدأ الألعاب في صباح اليوم التالي، حيث نجت لوسي غراي من المعركة الدموية الاولى والتقت بجيسوب، احد المختارين من المقاطعة 12. الذي أضعفه داء الكلب، ومات لاحقًا. خلال الجولة الأخيرة من الألعاب، أُلقيت ثعابين سامة معدلة وراثيًا في الساحة للانتقام لمقتل فيليكس. بمساعدة كوريولانوس، تجنبت لوسي غراي اللدغة وفازت بالألعاب. بعد ذلك، اتهم العميد كاسكا هايبوتوم كوريولانوس بالغش، وأظهر منديلًا أُلقي في حوض الثعابين للتعرف على رائحة لوسي غراي، وعلبة والدته المملوءة بالسم الذي استخدمته لوسي. ونتيجةً لذلك، حكم هايبوتوم على كوريولانوس بالسجن 20 عامًا كحارس سلام. رشى كوريولانوس ضابطًا لنقله إلى المنطقة 12. تطوع زميله في الأكاديمية، سيجانوس بلينث، للانضمام إليه بعد أن خاب أمله في مُثُل الكابيتول بعد رؤية مُختاره، ماركوس، يموت.
في المنطقة 12، التقى كوريولانوس ولوسي غراي. بعد وقت قصير من مشاهدته إعدام أحد المتمردين، كان من المقرر أن ينتقل كوريولانوس لتدريب الضباط في المنطقة 2. لاحقًا، وجد كوريولانوس سيجانوس يجتمع مع المتمردين سبروس، وبيلي توب (حبيب لوسي غراي السابق)، ومايفير. في المواجهة التي تلت ذلك، أطلق كوريولانوس النار على مايفير فقتلها و يقتل سبروس بيلي. يسمح كوريولانوس لطائر جابرجاي بالاستماع إلى خطط سيجانوس. يُخفي سبروس الأسلحة، لكن يُشنق هو وسيجانوس لاحقًا بتهمة الخيانة.
تهرب لوسي غراي وكوريولانوس شمالًا. في كوخ صغير، يجد كوريولانوس الأسلحة المخبأة التي تربطه بجريمة قتل مايفير. لوسي غراي، التي لا تثق بكوريولانوس، تختفي في الغابة. بعد أن لدغته أفعى وحاول إطلاق النار على لوسي غراي دون جدوى، ألقى كوريولانوس الأسلحة في البحيرة بالقرب من الكوخ. مع عدم وجود شهود متبقين، عاد إلى المنطقة 12.
يُرسل كوريولانوس إلى الكابيتول، حيث تكشف رئيسة صانعي الألعاب الدكتورة فولومنيا غول أنها حصلت على العفو له وكذلك منحته الدراسية في جامعة الكابيتول. والدا سيجانوس، غير مدركين أن كوريولانوس تسبب في وفاة ابنهما، يجعلانه وريثًا لهما. يخبر دين هايبوتوم كوريولانوس أنه تصور ألعاب الجوع وهو ثمل (بمساعدة غير مرغوب فيها من والد كوريولانوس)، وأنه يعاني من صدمة نفسية منذ ذلك الحين. يُسمّم كوريولانوس مخزون دين هايبوتوم من المخدرات، مما يؤدي إلى مقتله وبداية صعوده إلى السلطة، بينما يبقى مصير لوسي جراي مجهولاً.

## الممثلون و الشخصيات
- توم بلايث بدور كوريولانوس "كوريو" سنو: مرشدٌ لألعاب الجوع العاشرة والرئيس المستقبلي لبانيم. ويقومدكستر سول أنسيل بدور كوريولانوس الشاب. يُعرض في نهاية الفيلم تسجيل صوتي أرشيفي لـدونالد ساذرلاند بدور الرئيس كوريولانوس سنو الأكبر سنًا، من فيلم "ألعاب الجوع: الطائر المقلد - الجزء الأول".
- رايتشل زيجلر بدور لوسي غراي بيرد: عضوة فرقة المقاطعة 12 الموسيقية المتنقلة، وعضوة في فرقة كوفي.
- هانتر شافر بدور تايغريس سنو: ابنة عم كوريولانوس الأكبر سنًا ومؤتمنة أسراره. أصبحت مصممة أزياء في الألعاب وحليفة لكاتنيس إيفردين في "ألعاب الجوع: الطائر المقلد - الجزء الثاني". وتقوم روزا غوتزلر بدور تايغريس الصغيرة.
- جيسون شوارتزمان بدور لوكريتيوس "لاكي" فليكرمان.
- بيتر دينكلاج بدور كاسكا هايبوتوم.
- جوش أندريس ريفيرا بدور سيجانوس بلينث.
- فيولا ديفيس بدور الدكتورة فولومنيا غول.
- فيونولا فلاناغان بدور الجدة: جدة كوريولانوس و تايغريس.
- بيرن غورمان بدور القائد هوف.

## شباك التذاكر
حقق فيلم "ألعاب الجوع: أغنية الطيور المغردة والثعابين" إيرادات بلغت 166.4 مليون دولار في الولايات المتحدة وكندا، و182.6 مليون دولار في مناطق أخرى، ليصل إجمالي إيراداته العالمية إلى 349 مليون دولار.
في الولايات المتحدة وكندا، عُرض فيلم "أغنية الطيور المغردة والثعابين" بالتزامن مع أفلام "الهدف القادم يفوز" و"ترولز يتحدون معًا" و"عيد الشكر"، وكان من المتوقع أن يحقق الفيلم إيرادات تصل إلى حوالي 50 مليون دولار من 3776 دار عرض في عطلة نهاية الأسبوع الافتتاحية، مع تقديرات من بعض النقاد تشير إلى 45 مليون دولار أو 60 مليون دولار. حقق الفيلم إيرادات بلغت 19.1 مليون دولار في يومه الأول، و5.75 مليون دولار من العروض الأولية ليلة الخميس. ثم حقق 44 مليون دولار في أول عرض له، متصدرًا شباك التذاكر، ولكنه سجل أدنى بداية للسلسلة.

## الاستقبال النقدي وتقييمات الجمهور
على موقع تجميع المراجعات "روتن توميتوز"، 64% من 238 مراجعة نقدية إيجابية، بمتوسط تقييم 6.4/10. وجاء إجماع الموقع على النحو التالي: "يساهم طاقم التمثيل المتميز والقصة المثيرة في جعل فيلم "ألعاب الجوع: أغنية الطيور المغردة والثعابين" عودةً جديرةً إلى عالم "بانيم" رغم نهايته المتسرعة والمُحبطة بعض الشيء". أما موقع ميتاكريتيك، الذي يعتمد على المتوسط المرجح، فقد منح الفيلم درجة 54 من 100، بناءً على 53 ناقدًا، مما يشير إلى مراجعات "متباينة أو متوسطة".
منح الجمهور الذي استطلعت آراءه سينما سكور الفيلم متوسط تقييم "B+" على مقياس من A+ إلى F، وهو الأدنى بين أفلام السلسلة، بينما منحه استطلاع بوست تراك تقييمًا إيجابيًا إجماليًا بنسبة 87%، حيث قال 70% إنهم سيوصون به بالتأكيد.